# Agence du registre des substances toxiques et des maladies
 (décembre 2023).
L'Agence pour le registre des substances toxiques et des maladies (ATSDR) est une agence fédérale de santé publique au sein du département américain de la Santé et des Services sociaux. L'agence se concentre sur la minimisation des risques pour la santé humaine associés à l'exposition à des substances dangereuses.
Sa mission est d'aider le public au moyen de mesures de santé publique adaptées, afin de promouvoir des environnements sains et sécuritaires et de prévenir  les expositions nocives.
L'ATSDR a été créée en tant qu'agence consultative et non réglementaire par la législation Superfund et a été officiellement organisée en 1985.
Le siège social de l'ATSDR est situé à Atlanta en Géorgie. Au cours de l'année 2010, l'ATSDR avait un budget de fonctionnement de 76,8 millions de dollars et comptait environ 300 employés à plein temps.

## Aperçu
ATSDR est une agence du département américain de la Santé et des Services sociaux qui s'intéresse aux effets des substances dangereuses sur la santé humaine. L'ATSDR est chargé d'évaluer la présence et la nature des risques pour la santé sur des sites spécifiques du Superfund, ainsi que d'aider à prévenir ou à réduire une exposition supplémentaire et les maladies qui peuvent résulter de telles expositions. L'ATSDR est une agence de surveillance créée pour s'assurer que la protection de la santé publique et la réglementation environnementale.

### Buts
L'ATSDR a sept objectifs:
1. Protéger le public des dangers environnementaux et des expositions toxiques.
2. Promouvoir des environnements sains.
3. Faire progresser la science de la santé publique environnementale.
4. Soutenir la pratique de la santé publique environnementale.
5. Éduquer les communautés, les partenaires et les décideurs politiques sur les risques pour la santé environnementale et les mesures de protection.
6. Promouvoir la justice environnementale et réduire les disparités sanitaires associées aux expositions environnementales.
7. Fournir une expertise scientifique et technique unique pour faire progresser la science et la pratique de la santé publique[1].

### Autorité
Contrairement à l' Agence de protection de l'environnement (EPA), l'ATSDR est une agence consultative et non réglementaire.
L'ATSDR mène des recherches sur les impacts sur la santé des sites de déchets dangereux et fournit des informations et des recommandations aux agences fédérales et étatiques.
Cependant, l'ATSDR n'est pas impliqué dans le nettoyage de ces sites, et l'ATSDR ne peut pas non plus fournir ou financer de traitement médical pour les personnes qui ont été exposées à des substances dangereuses,.

## Organisation

### Administration
L'administrateur de l'ATSDR, qui assure la direction générale de l'agence, est nommé par le président des États-Unis.
L'administrateur de l'ATSDR nomme le directeur du NCEH / ATSDR, qui est responsable de la gestion des programmes et des activités de l'agence.
Robert R. Redfield est administrateur ATSDR et directeur du CDC depuis le 26 mars 2018.
Patrick N. Breysse, PhD. est directeur du NCEH / ATSDR depuis décembre 2014.

### Bureaux régionaux
La Division des enquêtes de santé communautaire gère un bureau à Washington, DC, ainsi que des bureaux dans chacune des 10 régions de l'EPA :

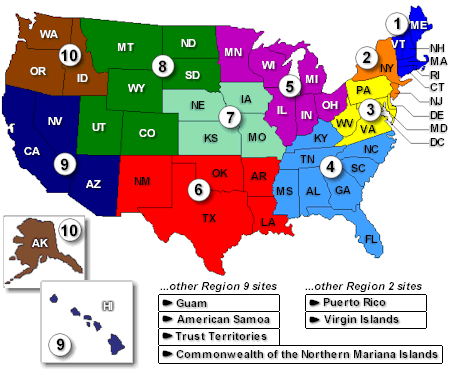
Carte des 10 régions ATSDR.

## Programmes

### Évaluations de santé publique et consultations de santé
L'une des principales responsabilités de l'ATSDR consiste à mener des évaluations de santé publique et de consultations de santé.
L'agence mène des évaluations de santé publique pour tous les sites actuels ou proposés sur la liste des priorités nationale.
Le but des évaluations de santé publique est d'examiner si les substances dangereuses présentes sur un site présentent un danger pour la santé humaine et d'émettre des recommandations sur la limitation ou l'arrêt de l'exposition à ces substances.
L'ATSDR mène également des consultations de santé, souvent en réponse aux demandes de l'EPA et des agences nationales et locales. Les consultations sanitaires examinent des questions de santé spécifiques, telles que les effets sur la santé de l'exposition à un produit chimique spécifique sur un site.
L'ATSDR mène également des évaluations de santé publique et des consultations de santé en réponse aux pétitions de membres du public. Pour mener des évaluations de santé publique et des consultations de santé, l'ATSDR s'appuie sur ses propres scientifiques ou conclut des accords de coopération avec les États, fournissant une assistance technique aux services de santé des États.
Lors de l'enquête sur les sites, l'ATSDR examine les données environnementales, les données sur la santé et les informations des membres de la communauté sur la manière dont le site affecte leur qualité de vie. L'ATSDR ne collecte normalement pas ses propres données environnementales; il s'appuie plutôt sur des organisations partenaires, telles que l'EPA, pour effectuer des tests et recueillir des données. Ces données environnementales fournissent des informations sur la quantité de contamination et sur les façons possibles pour les humains d'être exposés aux substances dangereuses sur le site. Les données sur la santé fournissent des informations sur les taux de maladie, de maladie et de décès dans la communauté locale.
Étant donné que l'ATSDR est une agence consultative, les conclusions de ses évaluations de santé publique et de ses consultations en matière de santé prennent souvent la forme de recommandations aux agences nationales et nationales de l'environnement et de la santé, telles que l'EPA, qui ont une autorité réglementaire.
D'autres agences et le grand public comptent sur l'ATSDR pour fournir des informations fiables sur les effets sur la santé des substances dangereuses sur les sites contaminés[source insuffisante].

### Recherche toxicologique
Une autre responsabilité majeure de l'ATSDR est la production de profils toxicologiques.

### Registres de santé
L'ATSDR tient des registres des personnes qui ont été exposées à certaines substances toxiques ou qui ont certaines maladies.
Les informations recueillies sont utilisées par les épidémiologistes et d'autres chercheurs pour examiner les résultats de santé à long terme ou les facteurs de risque de maladie. Cela peut également aider les médecins à diagnostiquer ces problèmes de santé chez d'autres personnes et à les traiter plus tôt.

#### Registre de l'amiante trémolite
Le registre de l'amiante trémolite contient des personnes qui vivaient ou travaillaient à Libby, Montana, alors que la vermiculite y était extraite; ces personnes étaient à risque d'être exposées à l' amiante trémolite naturellement présente dans la vermiculite.
ATSDR a commencé à traiter les problèmes de santé publique à Libby en 1999 et a créé le registre en 2004.
Le but du registre était de surveiller les effets à long terme sur la santé des personnes exposées à l'amiante trémolite à Libby et d'aider à communiquer des informations importantes sur la santé aux déclarants.

#### Registre ALS
L'ATSDR lance un nouveau registre pour les personnes atteintes de sclérose latérale amyotrophique .
L'agence a commencé à enregistrer des personnes pour le registre le 20 octobre 2010.

### Surveillance
L'ATSDR assure la surveillance en maintenant des projets de collecte et d'analyse d'informations sur les maladies et les expositions chimiques. La recherche utilisant ces informations et données peut ensuite être utilisée pour prévenir et contrôler les maladies et les décès futurs.

### Réponse d'urgence
L'ATSDR représente le ministère de la Santé et des Services sociaux au sein de l'équipe nationale d'intervention et travaille avec d'autres agences pour fournir une assistance technique lors d'urgences impliquant des substances dangereuses, telles que des déversements de produits chimiques.

### Partenariats
Un axe du travail effectué par l'ATSDR consiste à interagir avec les communautés. L'ATSDR établit souvent des partenariats avec les services de santé des États et locaux pour les aider dans leurs tâches de santé publique.
L'ATSDR crée également des groupes d'assistance communautaire pour solliciter les commentaires et les préoccupations de santé communautaire des résidents locaux lorsque l'agence travaille sur des sites pour évaluer les effets sur la santé résultant de l'exposition à des substances toxiques.

## Qualité de travail
ATSDR est fier d'utiliser «la meilleure science». Et en 2003, BBC News a décrit l'ATSDR comme la principale agence mondiale de santé publique et d'environnement».

## Voir également
- Centres pour le Contrôle et la Prévention des catastrophes
- Département de la santé et des services sociaux des États-Unis

## Les références
1. 1 2  Agency for Toxic Substances and Disease Registry, « About ATSDR: Vision, Mission, Goals, & Core Values », 16 juillet 2009
2. 1 2  Agency for Toxic Substances and Disease Registry, « About ATSDR: ATSDR Background and Congressional Mandates », 16 juillet 2009
3. ↑  Agency for Toxic Substances and Disease Registry, « Community Matters: About ATSDR », 14 avril 2003
4. ↑  Agency for Toxic Substances and Disease Registry, « Community Matters: What You Can Expect From ATSDR », 21 mars 2008
5. ↑  Agency for Toxic Substances and Disease Registry, « ATSDR Mission Statement and Responsibilities », 28 novembre 2005
6. ↑  (en-US) Centers for Disease Control and Prevention, « The CDC Director », Centers for Disease Control and Prevention, 6 avril 2018 (consulté le 6 avril 2018)
7. ↑  https://www.cdc.gov/nceh/information/org_chart.pdf
8. ↑  Agency for Toxic Substances and Disease Registry, « ATSDR Regional Offices », 2 avril 2009 (consulté le 16 mars 2016)
9. 1 2  Agency for Toxic Substances and Disease Registry, « Public Health Assessments », 16 avril 2003
10. ↑  Agency for Toxic Substances and Disease Registry, Safeguarding Communities from Chemical Exposures (lire en ligne), p. 8
11. ↑  Kevin Horton, Vikas Kapil, Theodore Larson et Oleg Muravov, « A Review of the Federal Government's Health Activities in Response to Asbestos-Contaminated Ore Found in Libby, Montana », Inhalation Toxicology, vol. 18, no 12,‎ octobre 2006, p. 925–940 (PMID 16920666, DOI 10.1080/08958370600835161)
12. ↑  « New registry for ALS patients collects data in hopes of discovering disease's cause », Los Angeles Times,‎ 22 octobre 2010 (lire en ligne)
13. ↑  Agency for Toxic Substances and Disease Registry, « Division of Health Studies: Surveillance and Registries Branch »
14. ↑  Agency for Toxic Substances and Disease Registry, « Agency for Toxic Substances and Disease Registry », 19 juillet 2010
15. ↑  « Tip cleared of cancer blame », BBC News,‎ 27 août 2003 (lire en ligne)